# Alan Manson
Alan Manson (* 7. Juni 1918 in Brooklyn, New York City, New York, Vereinigte Staaten als Bernard Glick; † 5. März 2002 in Queens, New York City, New York, Vereinigte Staaten) war ein US-amerikanischer Schauspieler.

## Leben
Alan Manson wurde 1918 in Brooklyn, im US-Bundesstaat New York geboren. Laufe seiner Karriere war er Ehrenmitglied der Actors Equity, Mitglied der Screen Actors Guild unterstützte den Motion Picture & Television Fund und war Gemeindemitglied der Central Synagogue. Als Schauspieler war er in mehr als 70 Film- und Fernsehproduktionen zu sehen.
Er war Ehemann von Janet Kalonzes, Corey Lang und Corey Rose Lang.

## Filmografie
- 1943: This Is the Army
- 1949: The Big Story
- 1951: Hands of Murder
- 1951: Danger
- 1950–1952: Inside Detective
- 1949–1952: The Philco Television Playhouse
- 1952: The Plainclothesman
- 1954: The Jackie Gleason Show
- 1954: Janet Dean, Registered Nurse
- 1958: Frontiers of Faith
- 1958: Polizistenhasser
- 1959: Deadline
- 1962–1963: Wagen 54, bitte melden
- 1964–1965: The Patty Duke Show
- 1965: For the People
- 1965–1967: The Edge of Night
- 1968: Der Detektiv
- 1967–1968: Heiße Spuren
- 1969: Liebe niemals einen Fremden
- 1969–1971: Another World
- 1971: Grauen um Jessica
- 1973: Poor Devil
- 1973: M*A*S*H
- 1973: Der Mordfall Marcus-Nelson
- 1973: Das letzte Spiel
- 1975: Mannix
- 1975: Harry O
- 1975: The Trial of Chaplain Jensen
- 1975: Die Zwei mit dem Dreh
- 1975: Cash – Die unaufhaltsame Karriere des Gefreiten Arsch
- 1975: Cannon
- 1972–1975: McMillan & Wife
- 1975: The Bob Newhart Show
- 1975: Die knallharten Fünf
- 1976: Mary Tyler Moore
- 1976: Bumpers Revier
- 1976: Der Sechs Millionen Dollar Mann
- 1976: Leadbelly
- 1976: Good Heavens
- 1976: Hickey
- 1976: Columbo: Mord im Bistro
- 1976: Maude
- 1976: Good Times
- 1977: Die Jeffersons
- 1977: Ein Sheriff in New York
- 1973–1977: Kojak – Einsatz in Manhattan
- 1977: Lanigan’s Rabbi
- 1976–1977: Drei Engel für Charlie
- 1979: The Eddie Capra Mysteries
- 1979: Vegas
- 1979: Kaz & Co
- 1979: Quincy
- 1979: Detective School
- 1979: Lou Grant
- 1978–1979: Detektiv Rockford – Anruf genügt
- 1980: Marriage is Alive and Well
- 1981: Der Jean-Harris-Prozess
- 1980–1981: Herzbube mit zwei Damen
- 1983: Daniel
- 1983: Emma and Grandpa on the Farm
- 1986: T. J. Hooker
- 1991: The Doors
- 1992: Charles and Diana: Unhappily Ever After
- 1993: Die sieben besten Jahre
- 1995: Cafe Society
- 1992–1996: Law & Order
- 1997: Im Auftrag des Teufels
- 1998: Wiege der Angst
- 2002: Bandits: Phoenix Rising
- Jung und Leidenschaftlich – Wie das Leben so spielt